# 럭키 브레이크 (1994년 영화)
《럭키 브레이크》(영어: Lucky Break, 미국 제목은 영어: Paperback Romance)는 오스트레일리아에서 제작된 벤 르윈 감독의 1994년 로맨틱 코미디 영화이다. 지아 커리디스, 앤서니 러팔리아 등이 출연하였고, 밥 와이스 등이 제작에 참여하였다. 리베카 기브니는 이 영화를 통해 1995년 제37회 AACTA 어워드 여우 조연상 후보에 지명되었다.

## 출연진
- 지아 커리디스
- 앤서니 러팔리아
- 리베카 기브니
- 로빈 네빈
- 마셜 네이피어
- 니컬러스 벨
- 야체크 코만
- 마이클 베이치
- 메리앤 파히
- 테리 노리스

## 기타 제작진
- 라인 제작: 레슬리 파커
- 미술: 피타 로슨
- 의상: 애나 보게이지